# 70409 Srnín
(70409) Srnín, denumire internațională (70409) Srnin, este un asteroid din centura principală de asteroizi.

## Descriere
70409 Srnín este un asteroid din centura principală de asteroizi. A fost descoperit pe 21 septembrie 1999 la Observatorul Kleť de Miloš Tichý. Asteroidul prezintă o orbită caracterizată de o semiaxă mare de 2,40 ua, o excentricitate de 0,07 și o înclinație de 7,4° în raport cu ecliptica.